# 제24회 골든 래즈베리상
제24회 골든 래즈베리상은 2003년 영화를 대상으로 2004년 2월에 열린 시상식이다. 산타모니카, 쉐라톤 호텔에서 개최되었다.

## 수상 및 후보

### 최악의 작품상
- 갱스터 러버 수상
- 더 캣
- 미녀 삼총사 2 - 맥시멈 스피드
- 프럼 저스틴 투 켈리
- 리얼 캔쿤

### 최악의 남우주연상
- 데어데블 - 벤 애플렉 수상
- 갱스터 러버 - 벤 애플렉 수상
- 페이첵 - 벤 애플렉 수상
- 보트 트립 - 쿠바 구딩 쥬니어
- 파이팅 템테이션스 - 쿠바 구딩 쥬니어
- 라디오 - 쿠바 구딩 쥬니어
- 프럼 저스틴 투 켈리 - Justin Guarini
- 열두 명의 웬수들 - 애쉬튼 커쳐
- 우리 방금 결혼했어요 - 애쉬튼 커쳐
- 내 상사의 딸 - 애쉬튼 커쳐
- 더 캣 - 마이크 마이어스

### 최악의 여우주연상
- 갱스터 러버 - 제니퍼 로페즈 수상
- 미녀 삼총사 2 - 맥시멈 스피드 - 드류 베리모어
- 듀플렉스 - 드류 베리모어
- 미녀 삼총사 2 - 맥시멈 스피드 - 카메론 디아즈
- 프럼 저스틴 투 켈리 - Kelly Clarkson
- 머나먼 사랑 - 안젤리나 졸리
- 툼 레이더 2 - 판도라의 상자 - 안젤리나 졸리

### 최악의 남우조연상
- 스파이 키드 3 - 게임 오버 - 실베스타 스탤론 수상
- 캥거루 잭 - 안소니 앤더슨
- 더 캣 - 알렉 볼드윈
- 갱스터 러버 - Al Pacino
- 갱스터 러버 - 크리스토퍼 월켄
- 캥거루 잭 - 크리스토퍼 월켄

### 최악의 여우조연상
- 미녀 삼총사 2 - 맥시멈 스피드 - 데미 무어 수상
- 갱스터 러버 - 레이니 카잔
- 더 캣 - 켈리 프레스톤
- 우리 방금 결혼했어요 - 브리트니 머피
- 내 상사의 딸 - 타라 레이드

### 최악의 감독상
- 갱스터 러버 - 마틴 브레스트 수상
- 프럼 저스틴 투 켈리 - 로버트 이스코브
- 보트 트립 - 모트 나단
- 릴리 워쇼스키
- 더 캣 - 보 웰치

### 최악의 각본상
- 갱스터 러버 수상
- 프럼 저스틴 투 켈리 수상
- 더 캣
- 미녀 삼총사 2 - 맥시멈 스피드
- 덤 앤 더머 2 - 해리가 로이드를 만났을 때

### 최악의 속편상
- 미녀 삼총사 2 - 맥시멈 스피드 수상
- 분노의 질주 2
- 덤 앤 더머 2 - 해리가 로이드를 만났을 때
- 프럼 저스틴 투 켈리
- 텍사스 전기톱 연쇄살인사건

### 최악의 커플상
- 갱스터 러버 - 벤 애플렉 & 제니퍼 로페즈 수상
- 덤 앤 더머 2 - 해리가 로이드를 만났을 때 - 에릭 크리스챤 올슨 & 데렉 리차드슨
- 프럼 저스틴 투 켈리 - Justin Guarini & Kelly Clarkson
- 우리 방금 결혼했어요 - 애쉬튼 커처 & 브리터니 머피
- 내 상사의 딸 - 애쉬튼 커처 & 타라 레이드
- 더 캣 - 마이크 마이어스 & Thing One OR Thing
- 영화라고 하기 미안한 영화
- 더 캣 수상
- 분노의 질주 2
- 미녀 삼총사 2 - 맥시멈 스피드
- 프럼 저스틴 투 켈리
- 리얼 캔쿤

## 같이 보기
- 제76회 아카데미상
- 제57회 영국 아카데미 영화상
- 제61회 골든 글로브상
- 제10회 미국 배우 조합상